# Karin Ahrland
Karin Margareta Ahrland, född Andersson den 20 juli 1931 i Nyby bruk i Torshälla församling, Södermanlands län, död 30 augusti 2019 i Illstorp i Brösarp, var en svensk jurist, diplomat och politiker (folkpartist).

## Biografi
Karin Ahrland avlade juris kandidatexamen vid Lunds universitet 1958, genomförde tingstjänstgöring 1958–1961 och anställdes vid Helsingborgs rådhusrätt sistnämnda år. Hon var anställd vid länsstyrelsen i Malmöhus län 1961–1964, var föredragande i Regeringsrätten och regeringsrättssekreterare 1964–1968, förste länsassessor i Kopparbergs län 1968–1971 och i Malmöhus län från 1971 (chef juridiska enheten). Ahrland var medredaktör i Hertha 1970–1976, ordförande i Fredrika-Bremer-förbundet 1970–1976, styrelseledamot i International Alliance of Women från 1973, ledamot i Skandinaviska Enskilda Bankens lokalstyrelse i Malmö från 1975, styrelseledamot i Aktiebolaget Wilhelm Sonesson 1976–1981 och i Trygg-Hansa 1976–1981. 
Karin Ahrland var ledamot av Statens råd för byggnadsforskning 1980–1981, ordförande i Statens konstråd 1980–1981, ledamot av Statens kulturråd från 1983, expert i jämställdhetsdelegationen 1972–1976 och utredningen avseende regionalt gällande trafikrabatter 1974–1976. Hon var sekreterare i utredningen om utvidgat samarbete mellan Malmöhus läns landstingskommun och Malmö kommun 1974, ledamot av stiftelseutredningen 1975–1980, vice ordförande i jämställdhetskommittén 1976–1979, ordförande 1979–1981, ordförande i beredningsgruppen för det internationella handikappåret 1981–1982, ledamot av 1982 års rösträttskommitté 1982–1984, av riksdagens justitieombudsmannautredning 1983–1985, av pensionsberedningen från 1985 och av utredningen om dubbla medborgarskap från 1985. Ahrland var också ordförande i  Svenska Afghanistankommittén. Hon var även introduktör av främmande sändebud 1995–2006.
Karin Ahrland var dotter till disponenten på Nyby bruk Valfrid Andersson och Greta, född Myhlén. Hon är gravsatt i minneslunden på Gamla kyrkogården i Malmö.

## Politikergärning
Ahrland var ordförande i folkpartiets länsförbund i Malmöhus län 1979–1983 samt ledamot av partistyrelsen från 1979. 
Ahrland var biträdande socialminister och sjukvårdsminister 22 maj 1981 till 8 oktober 1982 i Thorbjörn Fälldins tredje regering. Hon var riksdagsledamot 1976–1989, invald i Fyrstadskretsens valkrets. Från 1989 tjänstgjorde hon på utrikesdepartementet, först som generalkonsul i Montréal och därefter ambassadör i Wellington, Nya Zeeland 1993–1995.
Karin Ahrland var suppleant i Lagutskottet 1976–1978, i Skatteutskottet 1978–1979 och 1982 samt i Trafikutskottet 1979–1981. Hon var ledamot i Skatteutskottet 1976–1978, i Civilutskottet 1978–1981 och i Konstitutionsutskottet 1982–1985, ordförande i Justitieutskottet från 1985, ledamot i Riksdagens valberedning 1982–1985 och suppleant där från 1985, suppleant i fullmäktige i Riksgäldskontoret 1977–1980 och från 1985, vice ordförande där från 1981.